# Драган Георгієвський
Драган Георгієвський (мак. Драган Георгиевски; *1986) — македонський письменник, який пише оповідання.

## Біографія
Драган Георгієвський народився в 1986 році. Навчався на філософському факультеті Університету св. Кирила і Мефодія у Скоп'є.

## Творчість
У 2013 році Драган Георгієвський опублікував збірку новел під назвою «Метаморфози», видану видавництвом «Темплум». Того ж року з нею виграв нагороду Новите!, яку присуджує «Темплум».